# (36220) 1999 TW231
1999 TW231 (asteroide 36220) é um asteroide da cintura principal. Possui uma excentricidade de 0.10170350 e uma inclinação de 15.21110º.
Este asteroide foi descoberto no dia 5 de outubro de 1999 por CSS em Catalina.